# Rose (닥터 후)
〈Rose〉(KBS 방영 제목 : 〈로즈와의 만남〉)는 새로 부활한 영국의 텔레비전 공상과학 드라마 《닥터 후》 시리즈 1의 첫번째 에피소드이다. 이 에피소드의 감독은 키스 보크가, 각본은 총괄 프로듀서 셋 중 한 명인 러셀 T 데이비스가 맡았다. 영국에서는 2005년 3월 26일에 처음으로 방영되었다. 〈Rose〉는 1996년 닥터 후 텔레비전 영화 이후 방송된 첫 닥터 후 에피소드이기도 하다.
에피소드의 줄거리는 로즈 타일러가 시간 여행을 하는 외계인 종족 타임 로드인 닥터와 만나게 된다는 내용이다. 로즈 타일러는 자신이 일하는 백화점에서 진열창 마네킹의 모습을 한 살아있는 플라스틱인 오톤들에게 공격받던 중 닥터와 처음으로 대면하게 된다. 로즈와 닥터는 살아있는 플라스틱을 이용해 지구를 정복하는 것이 목표인 외계인 네스틴 컨셔스니스의 계략을 알아내고 저지시킨다. 이후 로즈는 자신과 자기의 타임머신 타디스와 함께 시공간 여행을 떠나자는 닥터의 제안을 받아들이게 된다.
이 에피소드는 1963년에 드라마가 시작된 이래 닥터를 연기하는 아홉 번째 배우인 크리스토퍼 에클스턴과, 닥터의 동행자 로즈 타일러 역을 맡은 빌리 파이퍼의 첫 출연으로 주목을 받았다. 부활 시리즈의 첫번째 에피소드여서 몇몇 주연 등장인물도 소개되었는데, 커밀 코두리가 맡은 재키 타일러와 노엘 클라크가 맡은 미키 스미스가 바로 그들이다. 에피소드를 본 시청자들은 닥터가 이전 생애에서 재생성하는 모습을 볼 수가 없었다. 이 재생성은 작중에서 닥터가 신체와 신원을 바꾸게 하여 줄거리를 나누는데, 러셀 T 데이비스는 새로운 시리즈를 이전의 배우가 재생성하는 것을 보여주며 시작하는 것보다는 이미 준비된 새로운 배우와 함께 시작하는 것이 시청자들에게 더 확실할 것이라고 생각했다. 〈Rose〉는 2004년 7월 BBC 웨일스 지국이 있는 카디프에서 촬영을 시작했으며, 일부 야외 장면은 런던에서 촬영했다. 〈Rose〉는 영국에서 1081만 명이 시청했으며, 1979년 방영된 〈The Creature from the Pit〉 이래로 가장 많이 시청한 닥터 후 에피소드가 되었다 (이로써 지난 25년 내 해당 기록을 세운 첫번째 에피소드가 되었다). 그리고 에피소드에서 쓰인 농담에 관련해 일부 비판이 일기도 했지만, 평론가들로부터 긍정적인 평을 받았다.

## 줄거리
로즈 타일러 (빌리 파이퍼)는 자신이 일하던 백화점의 지하실에서 마네킹들에게 뒤쫓기게 된다. 닥터 (크리스토퍼 에클스턴)는 로즈를 구출하고 백화점 건물을 폭발시켜 파괴한다. 다음 날 닥터는 로즈의 집에 찾아가서 그녀를 만났다가 플라스틱 마네킹 팔에게 공격을 당하고, 로즈와 함께 저지시킨다. 로즈는 닥터에 대해 조사하다가 역사를 넘나드는 닥터의 출현을 추적하던 클라이브 (마크 벤턴)을 만난다. 클라이브는 로즈에게 닥터는 위험하며, 혹시 그가 나타난다면 뭔가 좋지 않은 일이 일어나려는 것이라고 알려준다. 로즈가 클라이브와 대화하는 동안 로즈의 남자친구 미키 스미스 (노엘 클라크)가 바퀴 달린 쓰레기통에게 납치당하고, 플라스틱으로 만들어진 도플갱어가 나타나 그를 대신하게 된다.
가짜 미키는 로즈와 함께 점심을 먹으러 데려간 뒤 그녀에게 닥터에 대해서 물어보려 한다. 그런데 갑자기 닥터가 나타나 그 가짜 미키의 머리를 뽑아내어 도플갱어라는 것을 보여준다. 닥터는 플라스틱 머리를 가지고 로즈를 타디스로 데려간 뒤, 머리를 이용해서 그것을 조종하는 신호를 알아내려고 한다. 머리가 연결되자 타디스는 그들을 런던 아이로 데려다 준다. 닥터는 로즈에게 그 가짜 미키는 오톤이며, 네스틴 컨셔스니스가 보내는 신호로 조종되는 것이라고 설명해 준다. 그는 만일을 대비해 네스틴을 파괴하는데 쓸 수 있는 안티 플라스틱이 담긴 유리병을 가지고 있었다. 신호 전송기가 런던 아이 그 자체라는 것을 깨달은 닥터와 로즈는 네스틴 컨셔스니스를 막기 위해 런던 아이의 지하층으로 내려간다. 둘은 묶여있긴 하지만 살아있는 미키를 발견하고, 닥터는 네스틴 컨셔스니스에게 말을 걸어 협상하려 한다. 그러나 네스틴 컨셔스니스는 시간 전쟁 동안 자기네 행성이 파괴되어 버렸다며 닥터를 비난한다. 네스틴 컨셔스니스는 쇼핑 상가에 있는 모든 오톤들을 작동시키고, 클라이브를 비롯한 쇼핑객들이 총에 맞아 살해당한다. 닥터도 한 쌍의 오톤들에게 제압당하지만 로즈가 나서 그를 구해주고, 네스틴 컨셔스니스가 살고 있는 큰 통 안에 안티 플라스틱을 떨어뜨려서 죽게 만든다. 네스틴 컨셔스니스가 죽으면서 오톤들도 모두 힘을 잃는다. 닥터는 타디스를 이용해 미키와 로즈를 집으로 데려다 주고, 로즈에게 자신의 새로운 동행자로 함께 하자고 설득한다. 로즈는 처음에는 닥터의 제안을 거절하지만 시간 여행을 할 수 있다는 닥터의 말에 미소지으며 타디스 안으로 뛰어가고, 에피소드는 끝이 난다.

### 다른 에피소드와의 연관성
네스틴 컨셔스니스와 오톤 모두 옛 시즌의 시리얼인 〈Spearhead from Space〉 (1970)에서 처음 등장했으며, 〈Terror of the Autons〉에서 다시 등장했다. 본 에피소드에서 은하계 경찰인 '그림자 선언'이 처음으로 등장하는데, 부활된 뉴 시리즈에서 여러 번 언급되고 마침내 "The Stolen Earth" 에피소드에서 등장한다. 한편 〈Rose〉는 시리즈 1과 그 이후의 뉴 시리즈를 아우르는 배경이 되는 시간 전쟁이 처음으로 언급되는 에피소드이기도 하다.
2005년 자선 스페셜인 〈닥터 후: 칠드런 인 니드〉에서는 이 에피소드에서 일어났던 일이 언급된다. 새로운 모습으로 변한 닥터는 자신이 닥터라는 것을 로즈가 믿지 못하고 오히려 경계하자, 로즈가 알고 있는 닥터가 맞다는 것을 증명하기 위해서 둘이서 백화점에서 처음 만났던 일을 언급한다. 닥터가 백화점 지하에서 로즈에게 했던 첫마디인 "뛰어!"라는 말도 다시 인용된다.

## 제작

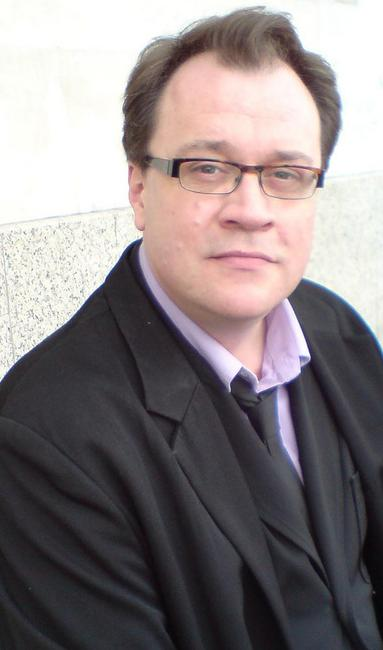
에피소드 작가 러셀 T 데이비스.

### 배경 및 배역
《닥터 후》는 원래 1963년에 시작되어 1989년에 28번째 시즌 제작 이후 취소될 때까지 연속 방영되었다. 텔레비전 프로듀서인 러셀 T 데이비스는 90년대 후반부터 BBC에게 드라마를 부활시키기 위해 로비를 해왔고, 2002년에는 논의 단계에 이르게 되었다. 2003년 9월 BBC는 보도 자료를 통해 《닥터 후》가 돌아오고 있으며 BBC 웨일스를 통해 제작될 것이라는 소식을 발표했다. 프로그램의 구성은 진행 속도를 늦추어 한 화당 45분 분량의 에피소드로 변경했다. 데이비스는 줄거리를 구상하는 과정에서 《뱀파이어 해결사 버피》나 《스몰빌》 같은 미국 드라마 시리즈, 그 중에서도 특히 버피 시리즈에서 악역인 '빅 배드'를 둘러싼 스토리 아크가 시즌 내내 등장하는 구조를 사용한 것에서 영감을 받았다.
2004년 3월, 크리스토퍼 에클스턴이 닥터를 연기한다는 소식이 발표됐다. BBC의 드라마 국장인 제인 트랜터는 에클스턴을 배우로 캐스팅한 것의 평판과 관련, "닥터 후에서 전승되는 핵심적인 가치 - 놀랍고 혁신적이며 별나게 하기 - 를 유지하는 것은 물론, 닥터 후를 21세기로 들여오려는 저희들의 의도"를 나타냈다고 밝혔다. 에클스턴은 1963년 드라마가 시작된 이래 닥터를 연기하는 아홉 번째 배우가 되었다. 새 배우는 작중에서 닥터가 신체와 신원을 바꾼다는 재생성 방식의 줄거리를 통해 배역을 물려받을 수 있으며, 1966년부터 드라마에 도입됐다. 러셀 T 데이비스는 뉴 시즌을 재생성을 보여주면서 시작하는 것이 아니라, 새 닥터와 함께 바로 시작하기로 결정했는데, 한 인물과 시작하고 나서 시청자들이 감정이입하기도 전에 바꿔버리는 것은 "정신나간 짓"이라고 생각해서였다. 한편으론 처음에 데이비스가 이 뉴 시즌이 "새로운 프로그램"으로 접해지길 바랐던 것도 있었다. 에클스턴의 캐릭터는 이전 닥터들보다 더 '현실적 (down-to-earth)'이었는데, 여전히 "재미와 유머"를 가지고 있긴 하지만 "쓸데없는 건 다 버렸다 (stripped down)"고 데이비스는 말했다. 9대 닥터의 옷차림인 낡은 가죽 재킷은 데이비스의 원래 계획안에 있던 에클스턴의 옷차림이었지만, 드라마에서 자신의 출연 시간을 두드러지게 만드는 의상을 입지 않게 해달라는 에클스턴의 바람도 들어갔다. 9대 닥터의 의상은 그를 두드러지게 하진 않았지만 그 대신 간단한 실루엣과 "투사적인" 느낌을 만들었다.
2004년 5월 24일에는 빌리 파이퍼가 로즈 타일러 역으로 캐스팅되었다는 소식이 발표됐다. 총괄 프로듀서 줄리 가드너는 팝 가수 출신의 빌리 파이퍼는 "크리스토퍼 에클스턴을 위한 독특하고 활력있는 동반자"로써 "드라마에 완벽하게 알맞다"고 밝혔다. 데이비스는 로즈를 "뭔가 기이한 것에 휘말리고 그것들의 동등한 것을 스스로 발견해내는 평범한 사람"으로 묘사했다. 커밀 코두리와 노엘 클라크도 각각 로즈의 엄마와 남자친구 역으로 캐스팅되었다. 데이비스는 이들 등장인물이 "로즈를 리얼하게 만들고", "로즈에게 삶을 바치는 것"을 내포하길 원했다. 한편 로즈네 가족은 드라마에서 〈Rose〉 이전의 동행자들에게서는 드물게 나타났던 노동계층이란 설이다.

### 각본 및 촬영

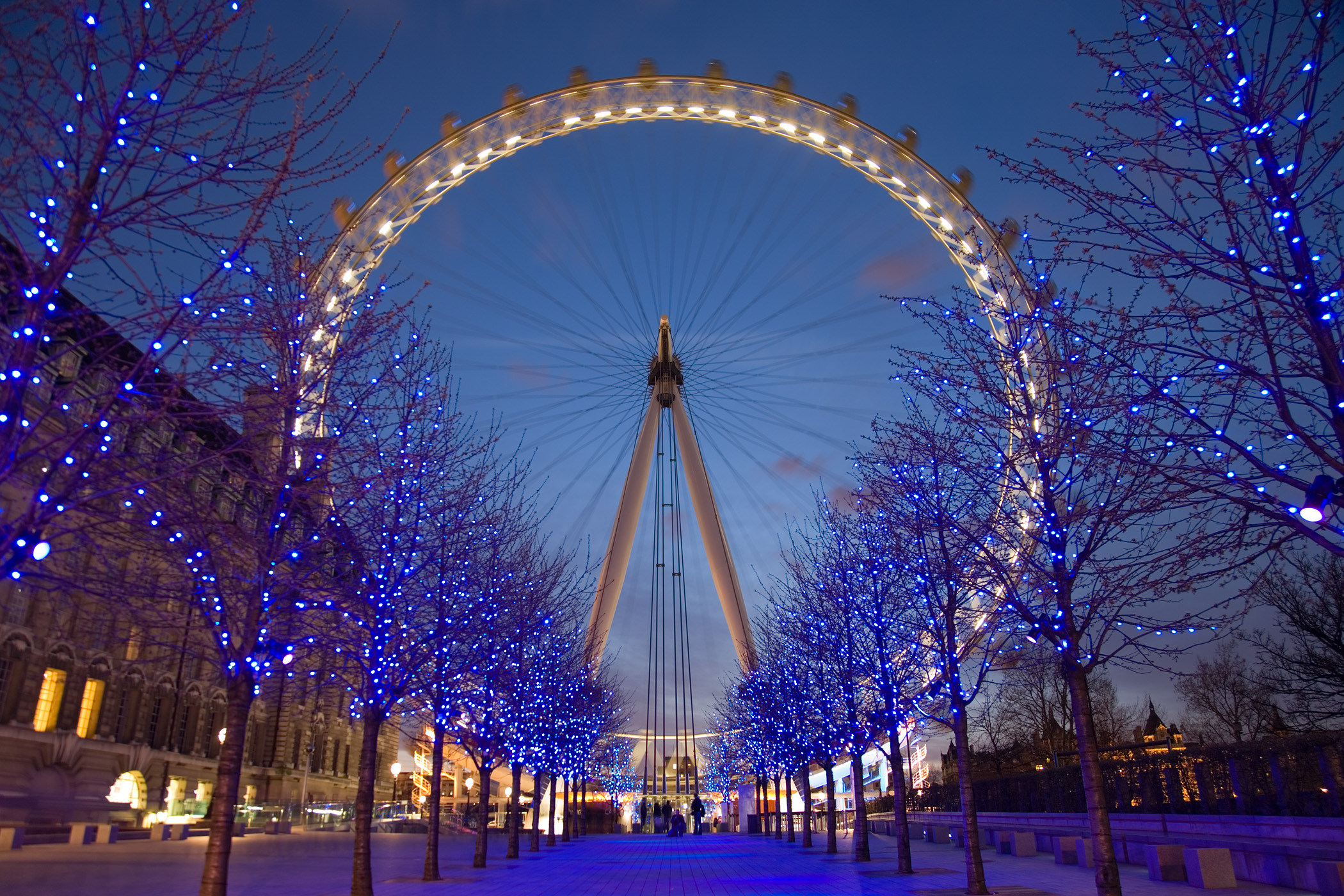
제작팀은 〈Rose〉에 줄거리 전환점으로 넣기 위해서 런던 아이를 평소보다 더 환하게 하는 허가를 받았다.

에피소드의 이름은 점차 짧아졌는데, 데이비드의 계획안에는 'Rose meets the Doctor, and the journey begins'로, 계약서에는 'Rose Meets The Doctor'로 불렀지만 최종적으로는 'Rose'로 줄었다. 데이비스의 원안에서 변경된 것에는 조연 인물들의 이름도 있었다. 주디 타일러는 재키 타일러로, 먹시 스미스는 미키 스미스로 바뀌었다. 데이비스는 미키가 차에서 로즈를 기다리는 동안 네스틴에게 납치되었다는 것을 어떻게 암시할지 고민했고, 마침내 미키가 바퀴달린 플라스틱 쓰레기통에게 꾀이게 할 수 있다는 것을 깨달았다. 그는 이처럼 평범한 것을 무섭게 만드는 게 《닥터 후》를 독특하게 만들었다고 언급했다. 데이비스는 런던 아이가 테러 공격의 표적이 되었던 때가 있었기 때문에, 오톤들이 테러리스트처럼 행동하는 부분을 "에둘러" 언급하는 방식으로 나타내야 했다. 닥터의 등장은 큰 논의가 있었는데, 트랜터와 제작팀 내 다른 팀원들은 이를 좀 더 극적으로 하길 원했지만 해당 장면은 다시는 재촬영되지 않았다. 데이비스는 이는 로즈의 시점을 반영한 것이며, 그보다 더 극적인 등장은 시청자들이 닥터가 귀환한다는 흥분을 반영하게 될 것이기 때문이라고 말했다. 타일러네 아파트에서 오톤의 팔이 공격하는 장면은 원래 더 길었으나 변경되었다. 에피소드는 원래 몇 분간 진행되었고, 닥터와 로즈가 걸어가는 장면은 한달 후 즈음에 추가되었다.
데이비스는 닥터가 자기에게 동기를 제공할 뭔가가 로즈에게 있다는 것을 자각하길 원했다. 달리는 동안 맞잡은 둘의 손은 아직 닥터가 로즈에게 청하진 않았지만 자신들은 하나의 팀이며, 자신들의 관계에 의문을 품지 않는다는 걸 나타내기 위한 것이었다. 에피소드는 로즈의 시점으로 보여주도록 의도되었다. 한편 데이비스는 시청자들의 공감을 위해 외계인의 위협이 사람이 하는 짓으로 쉽게 오해되도록 해서, 로즈가 외계인들을 사람들로 오해할 수 있길 원했다. 이전에 등장했었던 오톤이 이러한 기준들을 충족시켰기 때문에 데이비스는 새로운 괴물을 만들어낼 필요가 없다고 느꼈다. 오톤이 등장하는 장면들은 촬영하기가 까다로웠는데 오톤의 의상이 배우들에게 불편했고, 촬영하면서 잦은 휴식이 필요했기 때문이었다. 촬영 후 편집 작업에서 오톤 의상 목 뒤에 있는 지퍼를 가리는 데에는 컴퓨터 생성 이미지(CGI)가 사용되었다. 데이비스는 〈Spearhead from Space〉에서 오톤들이 처음으로 등장할 때 가게 유리창을 깨고 나오는 유명한 장면을 재현하고 싶었다. 다만 그는 〈Spearhead〉 편처럼 유리를 그냥 잘라내는 대신에 실제로 깨부술 수 있는 예산을 가지고 있었다.
에피소드의 스토리보드는 아티스트 앤서니 윌리엄스가 맡았다. 한편 데이비스는 에드거 라이트에게 에피소드를 감독할 기회를 주었으나, 라이트는 아직 《새벽의 황당한 저주》를 작업하고 있었기 때문에 어쩔 수 없이 거절했다. 그 대신에 키스 보크가 에피소드 감독을 맡았다. 〈Rose〉는 네번째와 다섯번째 에피소드와 함께 첫번째 제작 블록의 일부로 2004년 7월 촬영을 시작했다. 처음 닷새는 런던에서 촬영하는 시간으로 보냈고, 나머지 기간은 카디프에서 촬영했다. 제작팀은 런던 아이의 불빛을 더욱 밝히는 허가를 받았다. 닥터와 로즈가 런던 시내를 달리는 장면에서 제작팀은 런던 버스가 이들 뒤로 지나가길 원했기 때문에 신중한 타이밍이 시도되었는데 버스가 오길 기다려야만 했다. 카디프에서 다른 장면을 촬영할 때에는 런던처럼 보이게 런던 버스 한 대와 《런던 이브닝 스탠더드》 소속 밴 한 대가 투입되었다. 로즈가 사는 공립 주택단지의 바깥 모습은 런던의 주택단지에서 촬영하는 동시에 다른 장면들은 카디프의 주택단지에서도 촬영했다. 한편 미키네 아파트는 타일러네 아파트와 같은 세트장을 사용했는데, 단지 새로 장식한 것이었다. 제작팀은 카디프 내 장면들을 비밀로 촬영할 것으로 보였지만, 촬영 개시 전날 카디프 시의회가 제작팀이 촬영하게 될 거리들을 지명해 놓은 보도 자료를 발행했다. 에피소드 내 절정에서 등장하는 오톤들의 공격 장면은 런던 아이처럼 장면 배경을 런던의 주요 랜드마크 주변으로 정해놓은 장면들을 제외하고 2004년 7월 20일부터 22일까지 카디프의 워킹 가에서 촬영되었다.
작중에서 로즈가 일하는 '헨릭스 백화점 (Henrik's)'은 실제로는 호웰스 백화점이고, 플라스틱 미키가 소동을 벌인 피자 레스토랑은 '라 포세 (La Fosse)'이다. 제작팀은 최소한의 세트 장식을 요구하되 하루동안 기꺼이 문을 닫아줄 레스토랑을 물색하는 데 잠시 시간이 걸렸다. 로즈가 닥터와 함께한 거리는 세인트 데이비드 마켓 가이며, 카디프에 있는 한 병원 지하실의 직원용 터널은 로즈가 오톤들에게 위협당하는 헨릭스 백화점의 지하실로 사용되었다. 스튜디오 촬영은 주로 2004년 8월에서 10월까지 진행되었다. 닥터와 로즈가 네스틴 컨셔스니스를 마주하는 런던 아이의 지하공간은 카디프 그랜지타운에 자리한 어느 미사용 종이 공장에서 촬영했다. 이곳은 스팀 세척을 겪었는데 위생과 안전에 대해서 그 정도의 큰 우려가 있었기 때문이었다. 촬영팀은 단 3일만 촬영을 허가받았기에 일부 시퀀스를 삭제할 필요가 있었는데, 원래의 시퀀스는 그곳에 또다른 오톤 미키가 있다는 것이었다. 특수효과 프로듀서인 마이크 터커는 대본에서 네스틴의 은신처가 폭파되는 대목을 읽을 때 제임스 본드 영화 《황금총을 가진 사나이》를 떠올렸고, 이를 큰 효과로 보여주려고 했다. 제작팀은 지하창고를 본떠 1/6 크기의 축척 모형을 제작하고 폭발 장면을 촬영했다. 터커는 헨릭스 백화점의 파괴 장면을 위해서, 옥상뿐이긴 했지만 마찬가지로 모형을 제작하여 폭발시켰다. 나머지는 CGI로 처리했다. 제작팀은 실제로 폭발시키는 것을 고려했으나, 지나치게 비용이 많이 들어가게 될 것이기 때문에 모형과 CGI로 대신했다. 원래 대본에서 로즈가 타디스 내부를 보는 것을 처음으로 경험하는 부분은 시청자들과 함께할 예정이었다. 그러나 키스 보크 감독은 로즈를 밖으로 나가게 한 뒤 다시 들어가기 전에 타디스 주위를 뛰어다니게 하고, 그 시점에서 내부가 시청자들에게 드러나지 않도록 하길 원했다. 결국 총괄 프로듀서들은 이 변화를 받아들였다. 데이비스는 원래 자신은 로즈와 시청자를 타디스 안으로 들이는 것을 원샷으로 하길 바랬지만, 예산으로는 실현시키기가 불가능했다고 언급했다. 이 효과는 훗날 2012년 크리스마스 스페셜 "The Snowman"에서 이루어지게 된다.

## 방영

### 방영 전 유출
2005년 3월 8일, 로이터 통신은 에피소드의 복제본이 인터넷에 유출되었고 비트토렌트 파일 공유 프로토콜을 이용하여 널리 교환되고 있다고 보도했다. 유출된 에피소드에는 머레이 골드가 새롭게 편곡한 테마곡이 들어가 있지 않았다. 이 유출본을 추적한 결과 합법적인 프리뷰 복제본을 가지고 있던 캐나다에 있는 제3자의 회사까지 추적되었다. 회사는 담당 직원을 해고시켰고, BBC는 추가적인 소송을 고려하였다.

### 방영 및 시청률
〈Rose〉는 2005년 3월 26일 영국에서 BBC One을 통해 처음 방영되었다. 이는 1996년 닥터 후 TV 영화 이래 처음으로 방영된 닥터 후 에피소드였다. 방송사 시청자 조사 위원회 (BARB)의 비공식 밤사이 시청자수는 평균 990만 명, 전체 텔레비전 표본 시청자의 43.2%를 끌어모은 것으로 나타났다. 최고 시청률로 따지면 1050만 명의 시청자, 44.3%의 점유율을 기록했다. 최종 집계는 첫방영 주간내에 시청된 비디오 녹화를 포함해서 1081만 명으로, 그 주 BBC One 방영 프로그램 가운데 3위, 전 채널 방영 프로그램 가운데 7위를 차지했다. 3월 26일 BBC 첫 방송 당시 일부 지역에서 그레이엄 노턴이 진행하는 《스트릭틀리 댄스 피버》의 사운드가 초반부에 몇 초간 삽입되어 의도치 않게 혼선을 빚기도 했다.
〈Rose〉는 전세계적으로 2005년 4월 5일 캐나다의 CBC에서 처음으로 방영되었고, 시청자수 986,000명을 끌어모으며 큼직한 첫발을 내딛었다. 오스트레일리아에서는 2005년 5월 21일에 ABC에서 방영되어 111만 명이 시청했다. 대한민국에서는 2005년 6월 5일 <로즈와의 만남>이란 제목으로 오후 11시 15분 KBS2에서 더빙판으로 방영했고, 미국에서는 2006년 3월 17일에 사이파이에서 처음으로 방영되었다. 두 방영 모두 다음 에피소드인 "The End of the World"와 나란히 방영되었다. 이와 관련해서 원래 데이비스는 영국에서 처음 두 에피소드가 같이 방영되길 바랬지만 BBC에게 방송하기에는 너무 빡빡하다는 요청이 들어왔었다. 미국 내 첫방송은 158만 명이 시청했다.
영국에서 에피소드가 처음 방영되고 나서 나흘 뒤인 3월 30일, BBC는 차기 정규 시리즈의 제작을 발표했다. 같은 날 BBC는 에클스턴으로부터 나온 것으로 보이는 성명서를 공개했는데, 에클스턴이 고정 배역이 될 것을 우려하여 크리스마스에 닥터 역에서 하차할 예정이라는 것이었다. 나중에 BBC는 이것이 에클스턴으로부터 나온 공식 성명서가 아니며, 소식이 알려진 뒤 언론사 질의에 응답하기 전에 그에게 연락하지 않았다고 밝혔다. 이 어긋난 인용은 다른 언론에서도 다시 사용되었다. 이후 에클스턴은 "그들이 그걸 좀 험하게 다루긴 했지만 사과문을 발표했고 전 그걸 받아들였다"고 2010년 인터뷰에서 말했다. 에클스턴이 하차한다는 소식이 발표되자 BBC 측이 데이비드 테넌트와 의논하고 있다고 말하자, 데이비드 테넌트는 에클스턴을 대체할 "강력한 우승마"로 불렸다. 마권업자들이 테넌트에 배당한 배당률은 10%였으며, 윌리엄 힐은 누가 새 닥터를 연기할 것인지에 대해선 베팅을 거부했다. 한편 BBC의 대변인은 에클스턴이 배역을 계속 맡을 거라고 "예상하기보다는 희망했다"고 말했다.

### 반응
"이 에피소드는 가끔씩 시간을 엉망진창으로 만들지만 존경을 받는 타임 로드의 기막히고, 창의적이고, 재미있으며 조금은 무서운 탈바꿈을 예고했다. 그토록 기다려오던 새로운 닥터 후는 그만큼 기대할 가치가 있었다. 길지도 않은 45분 내에 훌륭한 대사와 기억에 남을 장면과 충격, 반전, 특수효과, 그리고 놀라움을 이렇게나 많이 담을 수 있다는 사실이 마치 물리학을 무시하는 타디스처럼 믿기가 어려웠다. 성가신 문제인 배경 설명조차, 역사상의 닥터를 추적하는 어느 인터넷 음모론자의 친절함을 통해 독창적으로 해결되었다. "

〈Rose〉는 긍정적인 평을 받았고 프로그램에 대한 성공적인 새단장으로 보았다. 《더 스테이지》의 해리 베닝(Harry Venning)은 데이비스의 극본, 특히 그 극본을 진지하게 받아들여서 무섭게 만든 점을 칭찬했다. 그는 파이퍼의 연기와 선대 동행자들보다 더욱 자립적이란 것을 증명한 로즈를 마음에 들어했다. 하지만 그는 에클스턴이 "쇼의 가장 큰 실망거리"라 생각했는데 판타지 역할에는 알맞지 않아 보인다는 이유에서였다. 《디지털 스파이》의 덱 호건(Dek Hogan)은 클래식 시리즈보다 제작가치가 높아졌다고 말하며 에클스턴, 파이퍼, 클라크의 연기와 캐릭터를 칭찬했다. 그렇지만 그는 (바퀴달린 쓰레기통이 미키를 집어삼킨 뒤 트림하는 것과 같은) 몇몇 유머는 어른으로서 재미를 느끼지 못했다. 《시드니 모닝 헤럴드》 평론가 로빈 올리버(Robin Oliver)는 데이비스를 "한 어른을 텔레비전에서 가장 유명한 캐릭터 중 하나에게 다가가게 (한 점)"과 "새로운 닥터를 고부가가치 시장에서 뒤처지지 않게 만들기 위해 옛날의 돈없던 제작 가치(를 우선시한 점)"을 들어 칭찬했다. 《시애틀 타임스》의 케이 맥패든(Kay McFadden)은 드라마의 부활을 '최상'이자 "재치있고 잘 만들어진" 것으로 평했다. 《데일리 메일》의 마이클 핸런(Michael Hanlon) 기자는 "한 명의 팬으로서 나는 이 새 시리즈의 성공을 바란다. 활기차고, 잘 찍었으며 특수효과는 만족스럽다. 새 시리즈가 성공하기 위해선 없어서는 안 될 요소인 유머가 있다"고 말했다. 그는 《닥터 후》에서 필수적인 모든 것들을 〈Rose〉에서 보여줬다고도 느꼈다. 하지만 《가디언》의 스티븐 브룩(Stephen Brook)은 "제일 나이 어린 시청자에게 맞춰졌다"고 말했고, 에피소드에 "과다 투여된 유머"가 들어갔다고도 느꼈다.
회고 논평들도 긍정적이다. 《라디오 타임스》의 패트릭 멀컨(Patrick Mulkern)은 2013년 〈Rose〉에 별 다섯 개 중 네 개를 부여했으며, 특히 로즈의 조명된 삶과 에피소드가 어떻게 해서 새로운 시청자들에게 환영받았는지를 칭찬했다. 그는 "사소한 불만"이라 언급하고 오톤들이 파멸되는 부분이 누그러뜨려졌다고 느낀 한면, 연출과 연기를 칭찬하면서 "눈부신 성공"이라 칭했다. 《디 A.V. 클럽》 평론가 앨러스터 윌킨스(Alasdair Wilkins)는 에피소드에 B점을 부여했고, 로즈의 세계가 처음으로 보여졌다는 점에서 이 에피소드가 얼마나 중요한지도 언급했다. 그는 에피소드 내의 일부 효과들이 2013년에는 이미 시대에 뒤떨어져보이고 재키와 미키는 깊이가 없이 1차원적이지만, 이 에피소드는 나머지 모든 것들보다, 특히 로즈와 닥터 간의 관계를 발전시키고 닥터 후는 위험하다는 것을 짚어낸 점에서는 성공을 거두었다고 느꼈다. 2013년, 《데일리 텔레그래프》의 벤 로런스(Ben Lawrence)는 현재의 《닥터 후》 스토리 최고 10순위 중 하나로 〈Rose〉를 선정했다.

## 추가 문헌
- Graeme, Burk; Robert, Smith (2012년 3월 6일). 〈Series 1〉. 《Who Is the Doctor: The Unofficial Guide to Doctor Who-The New Series》 1판. ECW Press. 3~62쪽. ISBN 1-55022-984-2.

### 리뷰
- (영어) "Rose"  - 아웃포스트 갈리프레이 리뷰
- (영어) "Rose"  리뷰 - The Doctor Who Ratings Guide